# Тузлукушево (Балтачевский район)
Тузлукушево, Тузулукуш, Тузлу-Кушево (баш. Туҙлыкыуыш) — упразднённая в 1986 году деревня Балтачевского района Башкирской АССР РСФСР СССР. Входила на году упразднения в состав Зилязекулевского сельсовета. Ныне (с 2008 года) территория Нижнекарышевского сельсовета в Балтачевском районе Республики Башкортостан Российской Федерации.

## Топоним
По архивным данным, аул носит имя Имен Ишмет Тузла (в старых документах: «Тузлу Куш тож»). Фиксировалась также как Тузлу-Кушево

## География
Располагалась при впадении  в реку Кизген её притока р. Щукуды

### Географическое положение
Расстояние до:
- центра сельсовета (Зилязекулево): км[1]
- районного центра (Старобалтачево): 18 км,
- ближайшей железнодорожной станции (Куеда): 100 км.

## История
V ревизия 1795 г. не зафиксировала аул Тузулукуш. Следующая VI ревизия 1811 г. показала зарождающую деревню: 6 дворов, 16 башкир, 11 мишарей. Как пишет Асфандияров, «следовательно, она возникла перед VI ревизией. Время припуска мишарей неизвестно».
В 1952 году — деревня Тузлу-Кушево, входящая в Кизганбашевский сельсовет.
Исключена из учётных данных Указом Президиума ВС Башкирской АССР от 12.12.1986 N 6-2/396 «Об исключении из учётных данных некоторых населенных пунктов»).

## Население
По 24 башкира и мишаря было в 1834 г. 131 человек без определения их этнического происхождения при 26 дворах показали по итогам переписи 1897 г. В 1920 г. отмечено 36 дворов с 182 жителями. Большинство населения — башкиры.

## Инфраструктура
Личное подсобное хозяйство с зоной сельскохозяйственного использования, индивидуальная застройка усадебного типа.
Основа экономики — сельское хозяйство. В 1834 г. было засеяно 360 пудов озимого и 400 пудов ярового хлеба. Действовали две мельницы. 19 овец, 8 коз находилось в собственности жителей. Несколько домохозяев имели 10 бортей и 10 ульев.